# Стадухин, Михаил Васильевич
Михаи́л Васи́льевич Стаду́хин (ум. 1666) — казачий атаман, русский землепроходец, исследователь Северо-Восточной Сибири, одним из первых достиг рек Колымы, Анадыря, Пенжины и Гижиги и северной части Охотского моря. Стадухин был помором, племянником московского купца. Предположительно родился в деревне на реке Пинеге. К 1633 году он оказался на Лене.

## Походы к Колыме и Анадырю
В 1641 году Стадухин возглавлял экспедицию к одному из притоков реки Индигирки Емолкону, как он сам его называл. Это название могло быть вариантом топонима Оймякон. Если это так, то Стадухин продвинулся довольно далеко вглубь суши. С ним был известный впоследствии землепроходец Семён Иванович Дежнёв. Не найдя большого количества мехов и встретив враждебное отношение к себе туземцев, они построили коч и спустились по Индигирке к морю. Там они встретили некого Ярило Зыряна, который, так же как и Стадухин с Дежнёвым, потерпел неудачу. Вместе они поплыли к Колыме и построили на ней Нижнеколымское зимовье. В будущем бассейн Колымы оказался одним из самых ценных меховых районов всей Сибири.
В 1645 году Стадухин вернулся в Якутск с грузом соболей. В 1647 году ему было предписано найти и привести под государеву руку земли по реке Погуча, которая должна была находиться восточнее Колымы. Из-за плохой погоды ему пришлось зазимовать на Яне. Весной следующего года Стадухин на санях дошёл до Индигирки, построил коч и доплыл до Колымы. Там он узнал, что на Погуче уже находится Дежнёв. В июле 1649 года Стадухин последовал за Дежнёвым на двух кочах с 30 людьми. Один из кочей потерпел крушение. Предполагают, что Стадухин с товарищами достиг Чаунской губы (некоторые помещают его на восток аж до Колючинской). От пленников он узнал, что два коча Дежнёва потерпели крушение; часть экипажа была убита туземцами, а часть «осталась в море», что могло означать трагическую гибель всех дежнёвцев. Столкнувшись с недостатком провизии, неудачной рыбной ловлей, скалистыми берегами и нехорошими новостями от туземцев, Стадухин вернулся на Колыму. Тем временем, оказалось, что истоки Анюя, притока Колымы, ближе к истокам Анадыря, нежели к истокам Колымы. Решив, что Анюй и есть Погуча, Стадухин за семь недель дошёл до лагеря Дежнёва на реке Анадырь. Две партии провели вместе следующий год, узнавая данные о реках у местных племён анаулов.

## Охотское море
В феврале или марте 1651 года Стадухин отправился на юг и достиг реки Пенжина. Летом он построил лодку, проплыл вдоль северного побережья Охотского моря, открыл устье реки Гижига, где и зазимовал. Зиму же 1652 года он провёл на реке Яма недалеко от современного Магадана, а через некоторое время появился в Тауйской губе.

## Последующая жизнь
В 1657 году Стадухин появился в Охотске. В 1659 году он вернулся в Якутск, а затем в чине атамана отправился в Москву, где и умер в 1666 году.
В связи с недостатком записей неизвестно, что Михаил Стадухин делал в течение 6 лет с 1651 до 1657 год. Возможно, он исследовал полуостров Камчатка и даже перешёл его с запада на восток в северной части, однако сведения об этом переходе, скорее всего, являются легендой.

## Стадухины
Помимо Михаила Стадухина, в Сибири в то время находились Тарас, Герасим и Яков Стадухины, которые могли являться его родственниками.

## Память
- В честь Михаила Стадухина названы:
  - улица в Якутске;
  - ныне заброшенный посёлок Стадухино в Билибинском районе Чукотского автономного округа;
  - улица в посёлке Зырянка, на которой расположена Колымская судоходная компания.